# Giải bóng đá vô địch quốc gia Guam 1991
Thống kê của Giải bóng đá vô địch quốc gia Guam mùa giải 1991.

## Tổng quan
University of Guam giành chức vô địch.